# Bisert' (città)
Bisert' (in russo Бисерть?) è un insediamento di tipo urbano dell'oblast' di Sverdlovsk, in Russia; costituisce il centro amministrativo del circondario urbano di Bisert' (Бисертского городского округа) e si trova all'interno del distretto Nižneserginskij.
Si trova sul fiume Bisert' (affluente della Ufa), 95 km a ovest di Ekaterinburg.